# Long Hills
Long Hills är en kulle i Antarktis. Den ligger i Västantarktis. Inget land gör anspråk på området. Toppen på Long Hills är 2 010 meter över havet.
Terrängen runt Long Hills är platt åt sydost, men åt nordväst är den kuperad. Trakten är obefolkad. Det finns inga samhällen i närheten.